# Just Like a Pill
«Just Like a Pill» es una canción de Pink. Fue escrita y producida por Dallas Austin y Pink para su segundo álbum de estudio, Missundaztood. La letra de la canción habla sobre lo que es salir de relaciones dolorosas, y del abuso de drogas como tema secundario.

## Composición
La canción pertenece al género pop rock. Habla sobre problemas amorosos y el consumo de drogas: «No puedo estar en tu morfina, porque me enferma [...] ,te juro que eres como una píldora, en lugar de hacerme bien, me haces mal».

## Lista de canciones
- Sencillo en CD

1. «Just Like A Pill»  (Versión del álbum) - 3:57
2. «Just Like A Pill» (Instrumental) - 3:57
3. «Don't Let Me Get Me» (Ernie Lake Ext Club Vox.)

- Maxi sencillo 1

1. «Just like a Pill» (Radio Edit) - 3:57
2. «Just like a Pill» (Jacknife Lee Mix) - 3:46
3. «Get the Party Started» (Live at La Scala) - 3:17
4. «Just like a Pill» (Video Bonus)

- Maxi sencillo 2

1. «Just Like a Pill» (Versión del álbum)
2. «Just Like a Pill» (Jacknife Lee Remix)
3. «Just Like a Pill» (Live at Scala)
4. «Just Like a Pill» (Video)

## Videoclip
El video fue realizado por Francis Lawrence y es bastante diferente a lo que la cantante había presentado previamente ante el público, mostrando su lado oscuro. En el comienzo del vídeo se muestra a Pink en el suelo con un traje negro bastante escotado y en el coro se la ve cantando junto a su grupo. En el transcurso del vídeo podemos observar un pleito que se lleva a cabo mientras Pink está cantando. Además, en este vídeo podemos ver a su novio Carey.

## Posicionamiento
| Listas (2002)            | Posición |
| ------------------------ | -------- |
| Austrian Singles Top 75  | 2        |
| Belgium UltraTop 50      | 5        |
| Canadian Singles Chart   | 4        |
| Denmark Singles Top 20   | 10       |
| Dutch Top 40             | 6        |
| Finland Top 20 Singles   | 19       |
| French Top 100 Singles   | 29       |
| Germany Top 100          | 2        |
| Hungarian Singles Chart  | 6        |
| Irish Singles Chart      | 2        |
| Norwegian Top 20 Singles | 7        |

| Listas (2002)                               | Posición |
| ------------------------------------------- | -------- |
| Swedish Top 60 Singles                      | 5        |
| Swiss Singles Top 100                       | 6        |
| UK Singles Top 75                           | 1        |
| U.S. Billboard Hot 100                      | 8        |
| U.S. Billboard Top 40 Mainstream            | 2        |
| U.S. Billboard Top 40 Tracks                | 3        |
| U.S. Billboard Adult Top 40                 | 19       |
| U.S. Billboard Latin Tropical/Salsa Airplay | 20       |
| U.S. Billboard Latin Pop Airplay            | 30       |
| U.S. Billboard Rhythmic Top 40              | 34       |

- Datos: Q2333190